# Tour d'Allemagne 2005
Le Tour d'Allemagne 2005 est la 29e édition de cette course cycliste par étapes. Elle est inscrite au calendrier de l'UCI ProTour 2005 et s'est déroulée du 15 au 23 août.
Cette course est considérée comme une des courses à étapes les plus importantes, après les Grands Tours.

Cette édition était l'objectif avoué de Jan Ullrich, à qui le parcours montagneux semblait correspondre. Mais ce fut finalement Levi Leipheimer qui eut le dernier mot, bien aidé par son coéquipier de la Gerolsteiner Georg Totschnig. Cependant en 2012, Levi Leipheimer est déclassé par l'UCI après avoir avoué s'être dopé.

## Parcours et résultats
| Détail    | Date    | Villes étapes            | Distance | Vainqueur d'étape | Leader du classement général |
| 1re étape | 15 août | Altenbourg - Plauen      | 164      | Bram Tankink      | Bram Tankink                 |
| 2e étape  | 16 août | Pegnitz - Bodenmais      | 227      | Filippo Pozzato   | Bram Tankink                 |
| 3e étape  | 17 août | Bodenmais - Kufstein     | 212      | Daniele Bennati   | Bram Tankink                 |
| 4e étape  | 18 août | Kufstein - Sölden        | 213      | Levi Leipheimer   | Levi Leipheimer              |
| 5e étape  | 19 août | Sölden - Friedrichshafen | 212      | Daniele Bennati   | Levi Leipheimer              |
| 6e étape  | 20 août | Friedrichshafen - Singen | 153      | Maxim Iglinskiy   | Levi Leipheimer              |
| 7e étape  | 21 août | Singen - Feldberg        | 173      | Cadel Evans       | Levi Leipheimer              |
| 8e étape  | 22 août | Ludwigshafen - Weinheim  | 31       | Jan Ullrich       | Levi Leipheimer              |
| 9e étape  | 23 août | Bad Kreuznach - Bonn     | 170      | Daniele Bennati   | Levi Leipheimer              |

## Classements finals

### Classement général

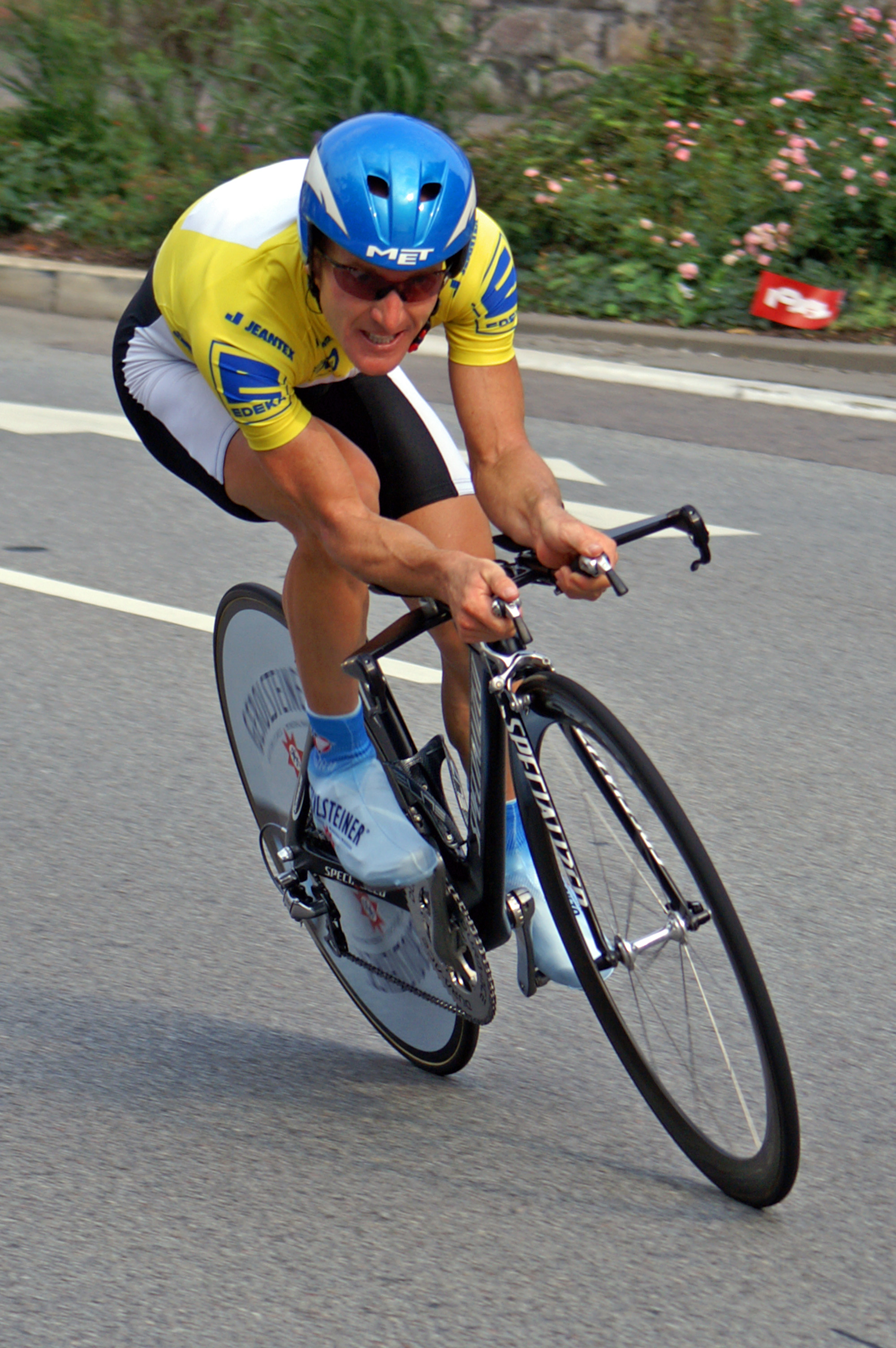
Levi Leipheimer, vainqueur initial du Tour d'Allemagne 2005

|     | Cycliste         | Pays       | Équipe                |    | Temps            |
| --- | ---------------- | ---------- | --------------------- | -- | ---------------- |
| DSQ | Levi Leipheimer  | États-Unis | Gerolsteiner          | en | 37 h 24 min 35 s |
| 2.  | Jan Ullrich      | Allemagne  | T-Mobile              | +  | 31 s             |
| 3.  | Georg Totschnig  | Autriche   | Gerolsteiner          |    | 1 min 23 s       |
| 4.  | Jörg Jaksche     | Allemagne  | Liberty Seguros       |    | 1 min 29 s       |
| 5.  | Cadel Evans      | Australie  | Davitamon-Lotto       |    | 1 min 53 s       |
| 6.  | Tadej Valjavec   | Slovénie   | Phonak                |    | 3 min 53 s       |
| 7.  | Fabian Jeker     | Suisse     | Saunier Duval-Prodir  |    | 4 min 26 s       |
| 8.  | Marzio Bruseghin | Italie     | Fassa Bortolo         |    | 5 min 07 s       |
| 9.  | Saul Raisin      | États-Unis | Crédit agricole       |    | 6 min 03 s       |
| 10. | Patrik Sinkewitz | Allemagne  | Quick Step-Innergetic |    | 6 min 30 s       |

## Résultats des étapes

### 1reétape
La première étape s'est déroulée le 15 août.
|    | Cycliste       | Pays                  |    | Temps           |
| -- | -------------- | --------------------- | -- | --------------- |
| 1. | Bram Tankink   | Quick Step            | en | 4 h 00 min 25 s |
| 2. | Juan José Cobo | Saunier Duval-Prodir  | +  | 48 s            |
| 3. | Bernhard Eisel | La Française des jeux |    | 51 s            |

|    | Cycliste       | Pays                  |    | Temps           |
| -- | -------------- | --------------------- | -- | --------------- |
| 1. | Bram Tankink   | Quick Step            | en | 4 h 00 min 13 s |
| 2. | Juan José Cobo | Saunier Duval-Prodir  | +  | 50 s            |
| 3. | Bernhard Eisel | La Française des jeux |    | 53 s            |

### 2eétape
La deuxième étape s'est déroulée le 16 août.
|    | Cycliste        | Pays                  |    | Temps           |
| -- | --------------- | --------------------- | -- | --------------- |
| 1. | Filippo Pozzato | Quick Step            | en | 4 h 49 min 40 s |
| 2. | Jörg Jaksche    | Liberty Seguros-Würth | +  | m.t.            |
| 3. | Mauricio Ardila | Davitamon-Lotto       |    | m.t.            |

|    | Cycliste        | Pays                  |    | Temps           |
| -- | --------------- | --------------------- | -- | --------------- |
| 1. | Bram Tankink    | Quick Step            | en | 8 h 52 min 49 s |
| 2. | Filippo Pozzato | Quick Step            | +  | 13 s            |
| 3. | Jörg Jaksche    | Liberty Seguros-Würth |    | 17 s            |

### 3eétape
La troisième étape s'est déroulée le 17 août.
|    | Cycliste          | Pays           |    | Temps           |
| -- | ----------------- | -------------- | -- | --------------- |
| 1. | Daniele Bennati   | Lampre-Caffita | en | 5 h 12 min 04 s |
| 2. | Filippo Pozzato   | Quick Step     | +  | m.t.            |
| 3. | Sebastian Siedler | Wiesenhof      |    | m.t.            |

|    | Cycliste        | Pays                  |    | Temps           |
| -- | --------------- | --------------------- | -- | --------------- |
| 1. | Bram Tankink    | Quick Step            | en | 4 h 00 min 13 s |
| 2. | Filippo Pozzato | Quick Step            | +  | 07 s            |
| 3. | Jörg Jaksche    | Liberty Seguros-Würth |    | 17 s            |

### 4eétape
La quatrième étape s'est déroulée le 18 août.
|     | Cycliste        | Pays         |    | Temps           |
| --- | --------------- | ------------ | -- | --------------- |
| DSQ | Levi Leipheimer | Gerolsteiner | en | 5 h 11 min 56 s |
| 2.  | Georg Totschnig | Gerolsteiner | +  | 15 s            |
| 3.  | Jan Ullrich     | T-Mobile     |    | 50 s            |

|     | Cycliste        | Pays         |    | Temps            |
| --- | --------------- | ------------ | -- | ---------------- |
| DSQ | Levi Leipheimer | Gerolsteiner | en | 19 h 17 min 02 s |
| 2.  | Georg Totschnig | Gerolsteiner | +  | 18 s             |
| 3.  | Jan Ullrich     | T-Mobile     |    | 56 s             |

### 5eétape
La cinquième étape s'est déroulée le 19 août.
|    | Cycliste        | Pays                  |    | Temps           |
| -- | --------------- | --------------------- | -- | --------------- |
| 1. | Daniele Bennati | Lampre-Caffita        | en | 4 h 48 min 02 s |
| 2. | Roger Hammond   | Discovery Channel     | +  | m.t.            |
| 3. | Baden Cooke     | La Française des jeux |    | m.t.            |

|     | Cycliste        | Pays         |    | Temps            |
| --- | --------------- | ------------ | -- | ---------------- |
| DSQ | Levi Leipheimer | Gerolsteiner | en | 24 h 05 min 04 s |
| 2.  | Georg Totschnig | Gerolsteiner | +  | 18 s             |
| 3.  | Jan Ullrich     | T-Mobile     |    | 56 s             |

### 6eétape
La sixième étape s'est déroulée le 20 août.
|    | Cycliste              | Pays              |    | Temps           |
| -- | --------------------- | ----------------- | -- | --------------- |
| 1. | Maxim Iglinskiy       | Domina Vacanze    | en | 3 h 50 min 00 s |
| 2. | Jurgen Van den Broeck | Discovery Channel | +  | m.t.            |
| 3. | Alessandro Ballan     | Lampre-Caffita    |    | m.t.            |

|     | Cycliste        | Pays         |    | Temps            |
| --- | --------------- | ------------ | -- | ---------------- |
| DSQ | Levi Leipheimer | Gerolsteiner | en | 27 h 57 min 12 s |
| 2.  | Georg Totschnig | Gerolsteiner | +  | 18 s             |
| 3.  | Jan Ullrich     | T-Mobile     |    | 56 s             |

### 7eétape
La septième étape s'est déroulée le 21 août.
|    | Cycliste     | Pays                  |    | Temps           |
| -- | ------------ | --------------------- | -- | --------------- |
| 1. | Cadel Evans  | Davitamon-Lotto       | en | 4 h 56 min 10 s |
| 2. | Fabian Jeker | Saunier Duval-Prodir  | +  | 11 s            |
| 3. | Jörg Jaksche | Liberty Seguros-Würth |    | m.t.            |

|     | Cycliste        | Pays            |    | Temps            |
| --- | --------------- | --------------- | -- | ---------------- |
| DSQ | Levi Leipheimer | Gerolsteiner    | en | 32 h 53 min 37 s |
| 2.  | Georg Totschnig | Gerolsteiner    | +  | 33 s             |
| 3.  | Cadel Evans     | Davitamon-Lotto |    | 58 s             |

### 8eétape
La huitième étape s'est déroulée le 22 août. Il s'agit d'un contre-la-montre de 30 kilomètres.
|     | Cycliste        | Pays         |    | Temps       |
| --- | --------------- | ------------ | -- | ----------- |
| 1.  | Jan Ullrich     | T-Mobile     | en | 36 min 56 s |
| 2.  | Bobby Julich    | Team CSC     | +  | 12 s        |
| DSQ | Levi Leipheimer | Gerolsteiner |    | 54 s        |

|     | Cycliste        | Pays         |    | Temps            |
| --- | --------------- | ------------ | -- | ---------------- |
| DSQ | Levi Leipheimer | Gerolsteiner | en | 33 h 31 min 28 s |
| 2.  | Jan Ullrich     | T-Mobile     | +  | 31 s             |
| 3.  | Georg Totschnig | Gerolsteiner |    | 1 min 23 s       |

### 9eétape
La neuvième et dernière étape s'est déroulée le 23 août.
|    | Cycliste          | Pays                  |    | Temps           |
| -- | ----------------- | --------------------- | -- | --------------- |
| 1. | Daniele Bennati   | Lampre-Caffita        | en | 3 h 53 min 07 s |
| 2. | Baden Cooke       | La Française des jeux | +  | m.t.            |
| 3. | Fabian Cancellara | Fassa Bortolo         |    | m.t.            |

|     | Cycliste        | Pays         |    | Temps            |
| --- | --------------- | ------------ | -- | ---------------- |
| DSQ | Levi Leipheimer | Gerolsteiner | en | 37 h 24 min 35 s |
| 2.  | Jan Ullrich     | T-Mobile     | +  | 31 s             |
| 3.  | Georg Totschnig | Gerolsteiner |    | 1 min 23 s       |

## Équipes engagées
| - Liberty Seguros - Gerolsteiner - Team CSC - T-Mobile - Rabobank - Discovery Channel - Quick Step-Innergetic - Phonak - Fassa Bortolo - Cofidis - Illes Balears | - Davitamon-Lotto - Saunier Duval-Prodir - Euskaltel Euskadi - Bouygues Telecom - La Française des jeux - Crédit agricole - Lampre-Caffita - Domina Vacanze - Liquigas-Bianchi - Wiesenhof |